# Диабетическая нейропатия
Диабети́ческая не́йропа́тия (др.-греч. νεϋρον — «нерв» + др.-греч. πάθος — «страдание, болезнь») — расстройства нервной системы, связанные с поражением при диабете ма́лых кровеносных сосудов (vasa vasorum, vasa nervorum) — одно из наиболее частых осложнений, не только приводящее к снижению трудоспособности, но и нередко являющееся причиной развития тяжёлых инвалидизирующих поражений и гибели пациентов. Патологический процесс затрагивает все нервные волокна: чувствительные, двигательные и вегетативные. В зависимости от степени поражения определённых волокон наблюдаются различные варианты диабетической нейропатии: сенсорная (чувствительная), сенсо-моторная, вегетативная (автономная). Различают центральную и периферическую нейропатию. По классификации В. М. Прихожана (1987), поражение головного и спинного мозга рассматривается как центральная нейропатия и соответственно делится на:
- нарушение функции центральной нервной системы при острых коматозных состояниях;
- острые нарушения мозгового кровообращения;
- подострые нарушения деятельности головного мозга при почечной недостаточности (уремии);
- неврозоподобные (психопатоподобные) состояния;
- диабетическую энцефалопатию;
- диабетическую миелопатию.

## Нарушение мозгового кровообращения
На фоне течения сахарного диабета увеличивается риск развития ишемического инсульта головного мозга. По результатам многолетнего эпидемиологического исследования было установлено, что частота новых случаев ишемического инсульта среди лиц с сахарным диабетом достигает 62,3 на 1 000 человек, в то время как в основной популяции она составляет 32,7 на 1 000 человек в течение 12-летнего периода наблюдения. Вместе с тем, частота случаев геморрагического инсульта и преходящих нарушений мозгового кровообращения не отличается от таковой в общей популяции. Установлено, что сахарный диабет является фактором риска развития нарушений мозгового кровообращения независимо от наличия других факторов риска (артериальная гипертензия, гиперхолестеринемия).
Однако течение ишемического инсульта среди лиц с сахарным диабетом отличается значительно более тяжёлым характером, худшим прогнозом, более высокой летальностью и инвалидностью по сравнению с течением инсульта среди населения без сахарного диабета. В исследовании, проведенном Lithner и соавторами в 1988 году, частота летальных исходов при развитии инсульта среди лиц с сахарным диабетом составила 28 %, среди лиц без диабета — 15 %. К худшему течению и исходу выявленного на фоне сахарного диабета инсульта приводит высокая частота развития повторных нарушений мозгового кровообращения. В эпидемиологическом исследовании, проведенном в США, обнаружено, что риск развития повторного нарушения мозгового кровообращения после первого инсульта среди лиц с сахарным диабетом в 5,6 раз выше, чем уровень подобного риска у людей, перенесших инсульт, но не страдающих сахарным диабетом (Alter и соавт., 1993).
Спорным остаётся значение гипергликемии как прогностического фактора течения инсульта как среди лиц с сахарным диабетом, так и без него. Гипергликемия часто сочетается с острым инсультом: с одной стороны, может являться проявлением ранее не распознанного сахарного диабета, а с другой — обусловлена стрессовыми факторами, сопровождающими развитие инсульта. Вместе с тем, частота сахарного диабета, выявленного при развитии инсульта (не диагностированного ранее), остаётся по-прежнему высокой и составляет, по данным разных исследований, от 6 до 42 %. Davalos и соавторами в 1990 году установлена тесная корреляционная связь между тяжестью, исходом инсульта и уровнем глюкозы в крови в момент госпитализации пациентов. Однако до сих пор не выяснен вопрос: является ли гипергликемия независимым фактором риска ухудшения течения нарушения мозгового кровообращения или она только отражает тяжесть развившегося инсульта, его объём и локализацию.
Эпидемиологическое обследование 411 лиц с сахарным диабетом 2-го типа, проводимое в течение 7 лет, установило, что уровень глюкозы в крови натощак коррелировал с показателем летальности пациентов от заболеваний сердечно-сосудистой системы и являлся зна́чимым независимым фактором риска развития макроангиопатии, включая нарушения мозгового кровообращения.

## Диабетическая периферическая нейропатия

### Дистальная симметричная сенсомоторная полинейропатия
Дистальная симметричная сенсомоторная полинейропатия (обычно именуемая в литературе как диабетическая полинейропатия) является наиболее частым клиническим проявлением диабетического поражения нервной системы.

### Диабетическая автономная нейропатия
Частота случаев поражения автономной нервной системы при сахарном диабете колеблется от 13,8 до 71% (в среднем, наблюдается у 20—40% лиц с сахарным диабетом). Чаще наблюдается у лиц с ИЗСД и нередко ей сопутствует диабетическая полинейропатия. Исследования доказывают — диабетическая автономная нейропатия является важным независимым прогностическим фактором смертности лиц с сахарным диабетом, отчётливо снижающим коэффициент выживаемости пациентов.
Любая система или о́рган, имеющие автономную иннервацию, могут поражаться при сахарном диабете, однако клиническое значение в настоящее время придаётся следующим проявлениям автономной нейропатии:

#### Аномалия зрачковой функции
Пациентов беспокоит замедленная адаптация зрения при переходе из хорошо в плохо освещённое пространство, ухудшение зрения в сумерках и в тёмное время суток — результат дисфункции симпатической нервной системы, вследствие которой происходит нарушение дилатации зрачка в условиях плохой освещённости. Кроме того, у лиц с сахарным диабетом отмечается снижение продукции родопсина, что усугубляет замедление процесса адаптации зрения.

#### Потовыделительная дисфункция
Почти у половины лиц с сахарным диабетом наблюдается нарушение потовыделительной функции в результате поражения постганглионарных симпатических волокон.

#### Желудочно-кишечная автономная нейропатия

##### Диабетическая энтеропатия
Диабетическая энтеропатия (диабетическая диарея) — наиболее частое поражение кишечника — большинство пациентов беспокоят запоры (одна из причин: нарушение экстрамуральной иннервации толстой кишки). Однако, наиболее типичным проявлением желудочно-кишечной автономной нейропатии принято считать диабетическую диарею, яркая и характерная симптоматика которой наблюдается только у 1% пациентов (А. С. Ефимов и соавт., 1985).

#### Диабетическая кардиальная автономная нейропатия
Диабетическая кардиальная автономная нейропатия (КАН) - осложнение сахарного диабета вследствие поражения нервных волокон симпатического и парасимпатического отделов нервной системы. В соответствии с решением подкомиссии по КАН Торонтской группы изучения диабетической нейропатии и Американской диабетической ассоциации (ADA), КАН определяется как нарушение вегетативной регуляции работы сердечно-сосудистой системы у пациентов с сахарным диабетом при исключении других причин. 
Состояние повышает смертность от сердечно-сосудистых заболеваний приблизительно в 5 раз . 
Риск развития состояния зависит от продолжительности течения сахарного диабета и адекватности контроля гликемии. Развитие КАН связывают с поражением тонких волокон периферических нервов, однако, точный патогенетический механизм состояния не изучен. 
В ряде исследований указывается на важную роль факторов риска сердечно-сосудистых заболеваний, таких как гипертония, повышение уровня триглицеридов, индекс массы тела и курение в развитии КАН.  
КАН проявляется следующими симптомами: тахикардия, фиксированный сердечный ритм и другие нарушения ритма, эпизоды бессимптомной ишемии миокарда, в том числе, с развитием инфарктов, снижение переносимости физических нагрузок, колебания артериального давления и ортостатическая гипотензия (снижение давления при переходе в вертикальное положение), последняя может протекать как бессимптомно, так и с признаками недостаточности мозгового кровообращения: синкопальные и липотимические состояния, ощущение слабости и шум в ушах в положении стоя. 
Состояние недостаточно изучено. Оно выявляется по косвенным признакам нарушений со стороны сердечно-сосудистой системы по данным ЭКГ/суточного мониторинга ЭКГ по Холтеру, суточного мониторинга артериального давления, оценки сердечно-сосудистых рефлексов. 
К настоящему времени не создано алгоритмов лечения данного состояния. Контроль вызванных нарушений достигается при помощи изменения образа жизни с увеличением продолжительности физической нагрузки, коррекции нарушения липидного обмена, поддержания нормального уровня глюкозы крови, назначаются препараты липоевой кислоты, витамины группы В, ацетил-L-карнитин. Архивная копия от 13 августа 2020 на Wayback Machine

### Диабетическая нейропатическая кахексия
Одна из форм диабетической нейропатии. Синдром включает диабетическую дистальную симметричную сенсомоторную полинейропатию, автономную нейропатию и выраженую потерю массы тела (до 50—60% от исходной).
Главным патогенетическим фактором (как и полинейропатии в целом) является наличие длительной гипергликемии. Чаще развивается у мужчин после 50 лет, длительно болеющих сахарным диабетом.
Для данного синдрома характерны сильные боли, особенно в ногах, симптом «беспокойных ног». Боли в ногах усиливаются ночью, сочетаются с парестезиями, ощущением скованности. Пациенты плохо спят, становятся депрессивными, теряют аппетит, прогрессивно утрачивают массу тела. Развиваются расстройства трофической иннервации, сопровождающиеся дегенеративными изменениями кожи, сухожилий. Больные мужчины страдают импотенцией.
Лечение проводится согласно правилам лечения диабетической нейропатии.
Прогноз, как правило, благоприятный — в течение 6—18 месяцев пациенты восстанавливают вес, проявления сенсомоторной нейропатии купируются.

## Профилактика
- Контроль сахара крови
- Регулярные физические нагрузки[17]